# Limbažu rajons
Der Limbažu rajons (deutsch: Landkreis Limbaži) war bis 2009 eine administrative Einheit in Lettland.

## Geschichte
Am 31. Dezember 1949 wurde im Zuge einer Gebietsreform in der lettischen SSR der Kreis Limbaži (Limbažu apriņķis) in die Landkreise Aloja und Limbaži aufgeteilt. 1956 wurde der Landkreis Aloja wieder angegliedert. Von 1962 bis 1967 war dann das gesamte Gebiet Teil des Landkreises Valmiera, bevor der Landkreis Limbaži (mit Aloja) erneut entstand. Aufgrund eines Gesetzes von 1998 wurde der Landkreis 2009 aufgelöst. Die einzelnen Gemeinden schlossen sich danach zu folgenden Bezirken (Novads) zusammen: Bezirk Aloja, Bezirk Limbaži, Bezirk Salacgrīva, Bezirk Krimulda (ehemals Rigas Rajons).

## Geografie

### Geografische Lage
Der Landkreis Limbaži erstreckte sich nordöstlich von Riga auf dem Gebiet des früheren Livlands und wurde begrenzt durch:
- den Landkreis Riga im Süden,
- den Landkreis Cesis im Südosten,
- den Landkreis Valmiera im Osten,
- Estland im Norden und
- die Rigaer Bucht im Westen.

### Landschaft
Das Territorium des Landkreises ist bedeckt mit:
- 46 % Waldflächen
- 35 % landwirtschaftlich genutzten Flächen
- 13 % Feuchtgebieten
- 6 % Wasserflächen, Parks und ähnlichem

### Waldbestand
Der große Waldbestand des Landkreises hat vielfältige Baumarten zu bieten. Am häufigsten vertreten sind:
- 41 % Birken
- 28 % Kiefern (oder auch Föhren)
- 20 % Fichten und Tannen

Das größte zusammenhängende Waldgebiet zieht sich entlang der Fernstraße Via Baltica (Europastraße 67) zwischen Riga und Estland.

### Flüsse
Auf dem Gebiet des Landkreises gibt es 34 Flüsse mit einer Gesamtlänge von über 10 km. 11 von ihnen dienen als Laichplätze für die Meerforelle und das Neunauge. Zu den längsten Flüsse gehören hierbei: Salaca (deutsch: Salis) mit 95 km, Aģe (deutsch: Adia), Liepupe, Jugla, Vitrupe mit 44 km, Brasla mit 47 km, Svētupe (deutsch: Svetupe) mit 52 km, Iģe (deutsch: Ige) mit 32 km.

### Seen
Das Gebiet des Landkreises wird von 63 Seen und Stauseen mit einer Gesamtfläche von über einem Hektar bedeckt.

### Landschaftsschutz
Über 70 % des Territoriums des Landkreises gehört zum Biosphärenreservat Nord-Vidzeme, einem Schutzgebiet mit internationaler Bedeutung.

## Ökonomie
Hauptgebiete der nationalen Wirtschaft sind
- Landwirtschaft und Verarbeitung landwirtschaftlicher Produkte
- Fischerei und Fischindustrie
- Holzgewinnung und Holzverarbeitung